# Корчівка (Хмельницький район)
Корчі́вка — село в Україні, у Антонінській селищній громаді Хмельницького району Хмельницької області. Населення становить 779 осіб. До 2020 року — адміністративний центр колишньої Корчівської сільської ради.

## Географія
Селом протікає річка Понора.

## Історія
У 1906 році село Корчівської волості Старокостянтинівського повіту Волинської губернії. Відстань від повітового міста 51 верст, від волості 4. Дворів 184, мешканців 1174.
7 (20) листопада 1917 року, відповідно до.Третього Універсалу Української Центральної Ради, увійшло до складу Української Народної Республіки.
12 червня 2020 року, відповідно до розпорядження Кабінету Міністрів України № 727-р «Про визначення адміністративних центрів та затвердження територій територіальних громад Хмельницької області», увійшло до складу Антонінської селищної громади.
19 липня 2020 року, після ліквідації Красилівського району, село увійшло до Хмельницького району.

## Відомі особи
Уродженцем села є сподвижник Сімона Болівара Скибицький Михайло Карлович.